# Casa Bernat
La Casa Bernat és una obra de la Vall de Boí (Alta Ribagorça) inclosa a l'Inventari del Patrimoni Arquitectònic de Catalunya.

## Descripció
Unitat tipològica descrita formada per casa, paller, era, cobert i estable. Cal valorar el paller pel seu estat de conservació de l'encavallada de fusta. El cobert presenta, també un pis superior de fusta. L'era reparteix la unitat, ja que s'ubica en el centre.